# Kasteel van de Briarde
Het Kasteel van de Briarde (Frans: Château de la Briarde) is een kasteel de gemeente Westkappel in het Franse Noorderdepartement.

## Geschiedenis
Het kasteel was de zetel van de heerlijkheid Kappel. De burcht werd in de 14e of 15e eeuw gebouwd als bolwerk tegen Frankrijk, maar werd regelmatig verwoest. Een legende verhaalt dat er een onderaardse gang van het kasteel naar de kerk zou hebben gelopen waarlangs, tijdens de godsdiensttwisten in de 2e helft van de 15e eeuw, het garnizoen de Calvinisten in de rug zou hebben aangevallen.
Het kasteel werd in de loop van de geschiedenis meerdere malen verwoest en herbouwd. Einde 18e eeuw werd het ingrijpend vernieuwd. en ook tijdens de Franse Revolutie, toen het werd bewoond door een ridder Van Kappel de Briarde, werd het beschadigd. In de 19e eeuw (1850 en 1875) werd het volkomen gerenoveerd. De ophaalbrug werd door een stenen brug vervangen en een vleugel werd afgebroken.
In mei 1940 waren de Britten en de Nazi's in gevecht. Hermann Göring bezocht het graf van een adellijke gesneuvelde, ene von Wertheim, en maakte van de gelegenheid gebruik om de inboedel van het kasteel tot zijn bezit te verklaren.

## Gebouw

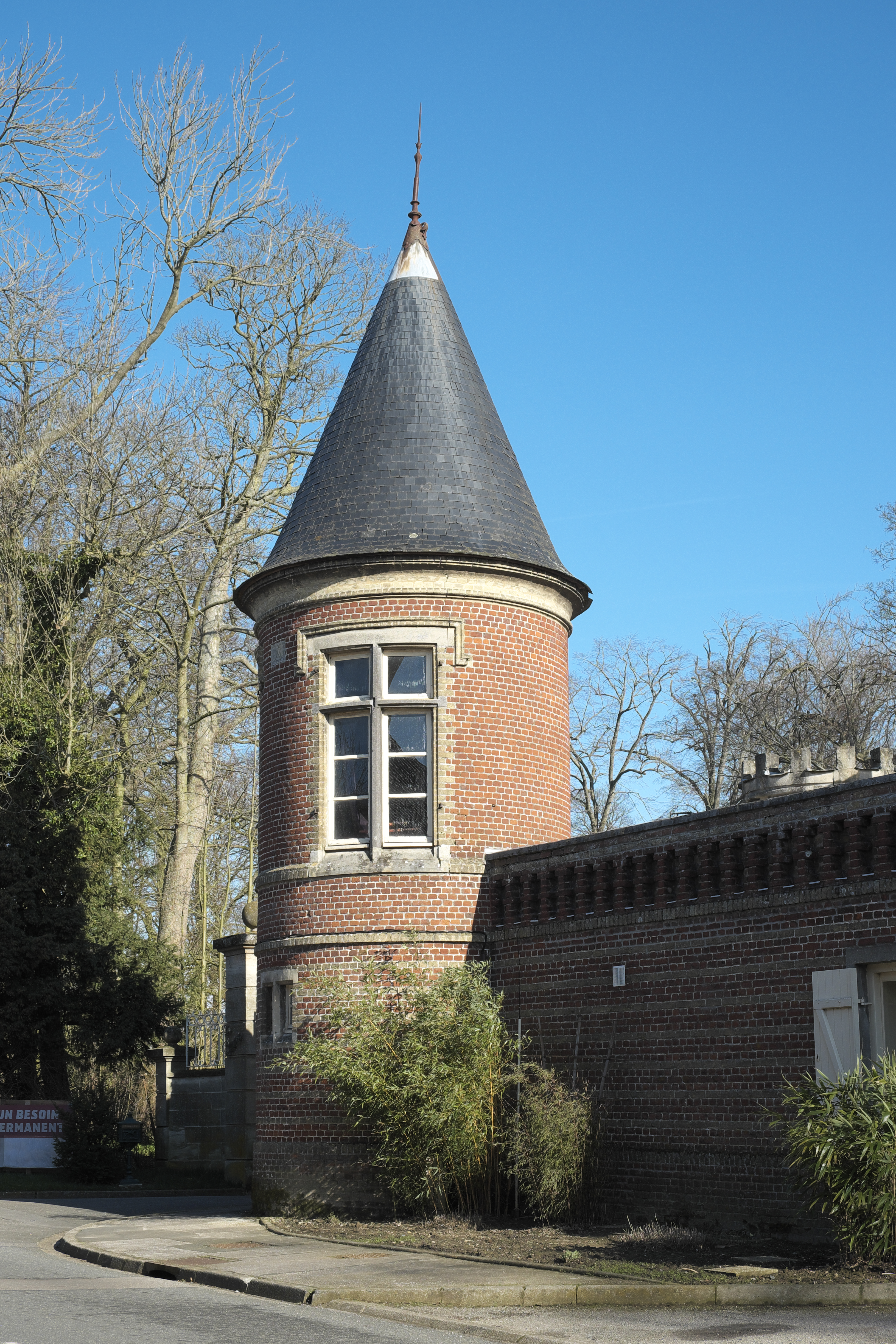
Kasteel van de Briarde

Het betreft een kasteel met 18e eeuwse gevelordonnantie en twee van oorsprong gotische hoektorens, die naar boven toe enigszins smaller worden. De omgrachting is nog grotendeels intact, en verder heeft het kasteel nog middeleeuwse kelders en een alleenstaande ronde vestingtoren. Het kasteel ligt in een bosrijk park.